# Strandlodsvej
Strandlodsvej er en vej på det østlige Amager i København, der strækker sig over 1,4 km fra Prags Boulevard i nord til Sorrentovej i syd. Vejen går parallelt med Amager Strandvej. 
Navnet Strandlodsvej refererer til nogle små jordlodder, som bønderne og husmændene i Sundbyøster havde i området tæt på Amager Strand. Området blev dengang primært anvendt til græsning af kreaturer. 
Mens den nordligste del af vejen blev anlagt i slutningen af 1800-tallet, er den sydlige del fra Øresundsvej til Sorrentovej først anlagt i 1920. 
Området har fra omkring 1. verdenskrig fungeret som industriområde. Det præger særligt den nordlige del af vejen. På hjørnet af Prags Boulevard og Strandlodsvej havde Philips en fabrik fra 1940 til 1979. Bygningen er i dag hovedsæde for Maersk Tankers.. I nummer 15 lå fra 1941 til 1956 Brdr. Henzes Skruebolte- og Møtrikfabrik. Den er i dag nedrevet. På hjørnet af Jenagade og Strandlodsvej har TV3-moderselskabet Viaplay Group sit danske hovedsæde.
Efterhånden som flere af industrivirksomhederne er flyttet ud, er der de senere årtier opført flere markante etagebyggerier på den nordlige del af vejen, mens den sydlige del domineres af villaer.